# Ludánszki Bence
Ludánszki Bence (Debrecen, 1990. október 25. –) magyar labdarúgó, posztját tekintve hátvéd, jelenleg a Hódmezővásárhely játékosa.

## Statisztika

### Klub teljesítmény
| Klub             | Szezon           | NB I | NB I | Magyar kupa | Magyar kupa | Ligakupa | Ligakupa | Európa-liga | Európa-liga | Összesen | Összesen |
| Klub             | Szezon           | Mérk | Gól  | Mérk        | Gól         | Mérk     | Gól      | Mérk        | Gól         | Mérk     | Gól      |
| ---------------- | ---------------- | ---- | ---- | ----------- | ----------- | -------- | -------- | ----------- | ----------- | -------- | -------- |
| Debrecen         |                  |      |      |             |             |          |          |             |             |          |          |
| 2013–14          | 6                | 1    | 4    | 0           | —           | —        | —        | —           | 10          | 1        |          |
| 2014–15          | 1                | 0    | —    | —           | —           | —        | —        | —           | 01          | 0        |          |
| Összesen         | 7                | 1    | 4    | 0           | —           | —        | —        | —           | 11          | 1        |          |
| Karrier összesen | Karrier összesen | 7    | 1    | 4           | 0           | —        | —        | —           | —           | 11       | 1        |

Adatok frissítése: 2014. július 25.